# Monumento a Giuseppe Zanardelli
Il monumento a Giuseppe Zanardelli è un'opera scultorea di Brescia, collocata in via XX Settembre e realizzata ad inizi '900 per commemorare la persona del defunto politico e capo del governo.

## Storia
Nel 1903, a seguito dell'improvvisa morte dell'allora primo ministro Giuseppe Zanardelli fu istituito un comitato, presieduto dal senatore Federico Bettoni, per celebrare appunto la persona e le gesta dello statista bresciano: si decise dunque di erigere un monumento per onorarne la memoria tramite ingenti finanziamenti stanziati dall'Ateneo di Brescia, oltre che alcuni lasciti testamentari del pittore Giovanni Battista Gigola, un contributo in denaro dello stesso Vittorio Emanuele III ed anche da parte della camera di commercio italiana a New York.
Il comitato si riunì dunque nel 1906 presso palazzo Martinengo Colleoni di Pianezza, allora sede del Regio Liceo Arnaldo, scegliendo come candidati unicamente sei artisti: Ettore Ximenes, amico dello stesso Zanardelli, Davide Calandra, Luigi Contratti, Domenico Ghidoni, Pietro Canonica e Domenico Trentacoste; questi ultimi due declinarono l'invito della commissione e lo stesso Trentacoste fece in seguito parte della giuria, insieme all'architetto Manfredo Manfredi ed al pittore Cesare Laurenti. Dunque i bozzetti e progetti delle opere proposte, un ottavo rispetto alla grandezza del monumento da edificare, furono presentati a partire dal 5 giugno 1906, per quindici giorni. Fu scelto, infine, il lavoro presentato dal Calandra, seguito da quello di Ximenes (che poi ebbe comunque modo di modellare il gruppo scultoreo della tomba dell'amico, presente nel cimitero monumentale di Brescia), del Contratti e del Ghidoni, ai quali fu comunque dato un compenso in denaro.
Il monumento fu dunque inaugurato dinnanzi alle autorità civili ed anche in presenza del re Vittorio Emanuele in data 20 settembre 1909, nel 39º anniversario della breccia di porta Pia. L'opera fu poi collocata proprio di fronte alla stazione ferroviaria di Brescia, volendo dunque rappresentare sin da subito un simbolo evidente della città stessa; l'opera fu poi spostata, nel corso degli anni 30, nella posizione attuale, ossia nei cosiddetti giardini Zanardelli.

## Descrizione

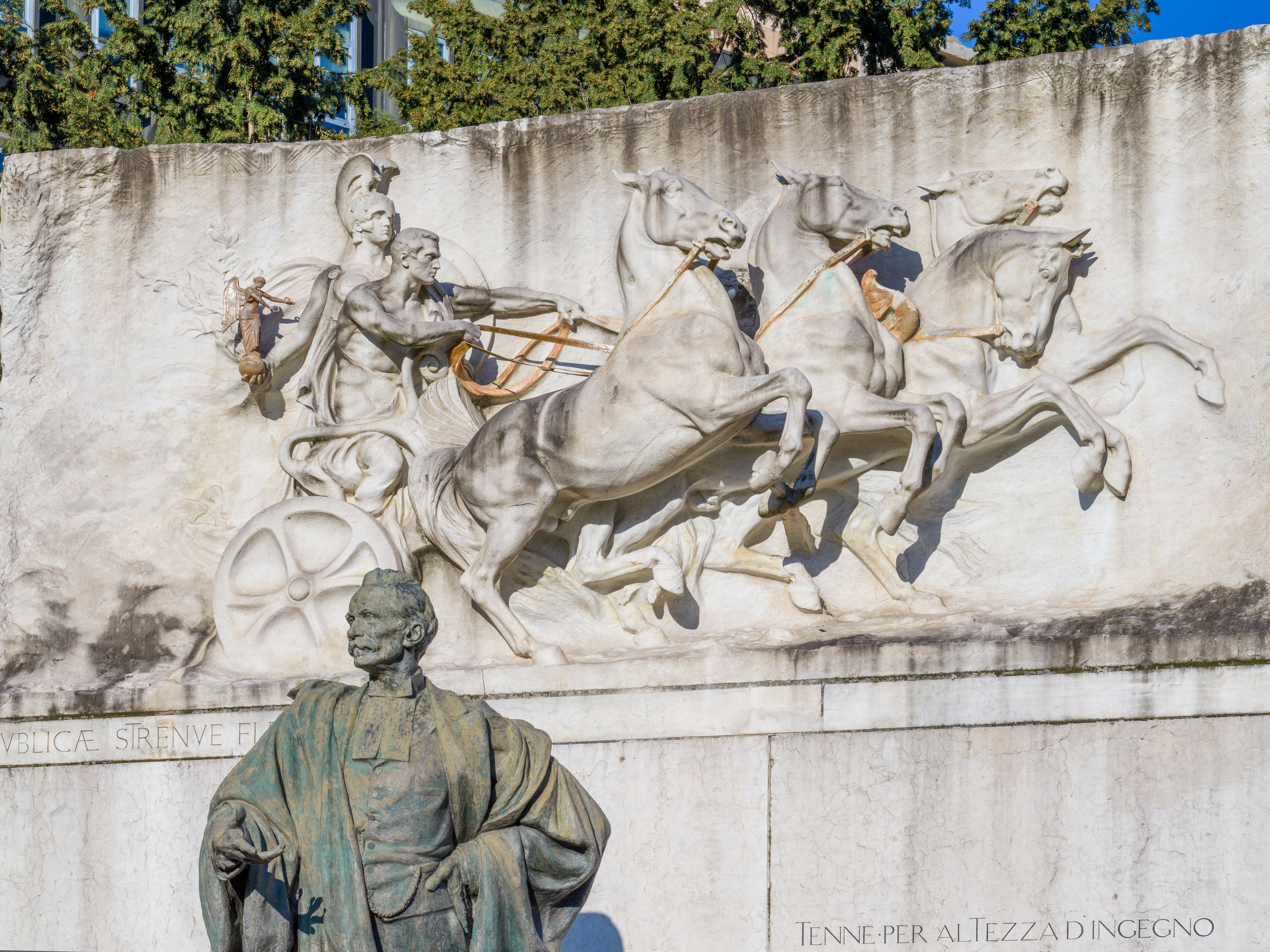
Dettaglio dell'auriga marmorea e del busto dello Zanardelli.
La statua bronzea del politico bresciano.

L'opera consta di due diverse sezioni: lo sfondo è costituito infatti da una quinta scenica con bassorilievi marmorei che vedono la presenza di una quadriga in corsa con cavalli, simbolo evidente della grecità classica, guidata da un auriga rappresentante Febo, ossia la personificazione stessa dello Zanardelli; al suo fianco vi è la Pallade Atena, simbolo di intelligenza e virtù, che a sua volta regge tra le mani la vittoria alata di Brescia, simbolo della città e del suo passato romano. Infine, un'epigrafe, dal sapore epigrammatico e lapidario, così sentenzia:
Infine risalta sullo sfondo la figura bronzea dello Zanardelli, solenne e fiero, ritratto nell'atto di alzarsi dalla tipica Sella curule romana per prendere la parola: in tal senso, la mano destra enfatizza ulteriormente la caratura e la figura oratoria del politico, eloquente e pertinente. La mano sinistra, posta a cingerne il fianco accresce ancor di più la fierezza del politico bresciano, celebre per le proprie dissertazioni politiche e giuridiche.